# Terra Indígena Raposa Serra do Sol

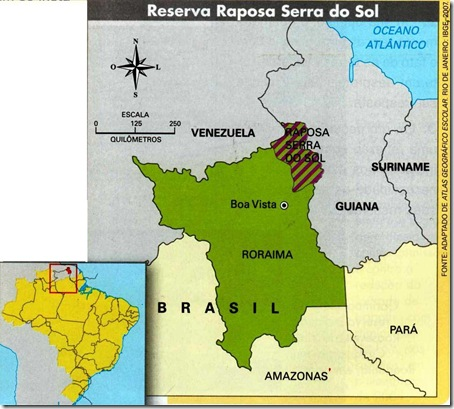
Mapa da localização da Reserva Raposa Serra do Sol.

A Terra Indígena Raposa Serra do Sol é uma área de terra indígena (TI) situada no nordeste do estado brasileiro de Roraima, nos municípios de Normandia, Pacaraima e Uiramutã, entre os rios Tacutu, Maú, Surumu, Miang e a fronteira com a Venezuela. É destinada à posse permanente dos grupos indígenas ingaricós, macuxis, patamonas, taurepangues e uapixanas, mas é constantemente invadida por garimpeiros.

Mais da metade da área é constituída por vegetação de cerrado, denominada regionalmente de "lavrado". A porção montanhosa culmina com o monte Roraima, em cujo topo se encontra a tríplice fronteira entre Brasil, Guiana e Venezuela. É uma das maiores terras indígenas do país, com 1 743 089 hectares e 1 000 quilômetros de perímetro.

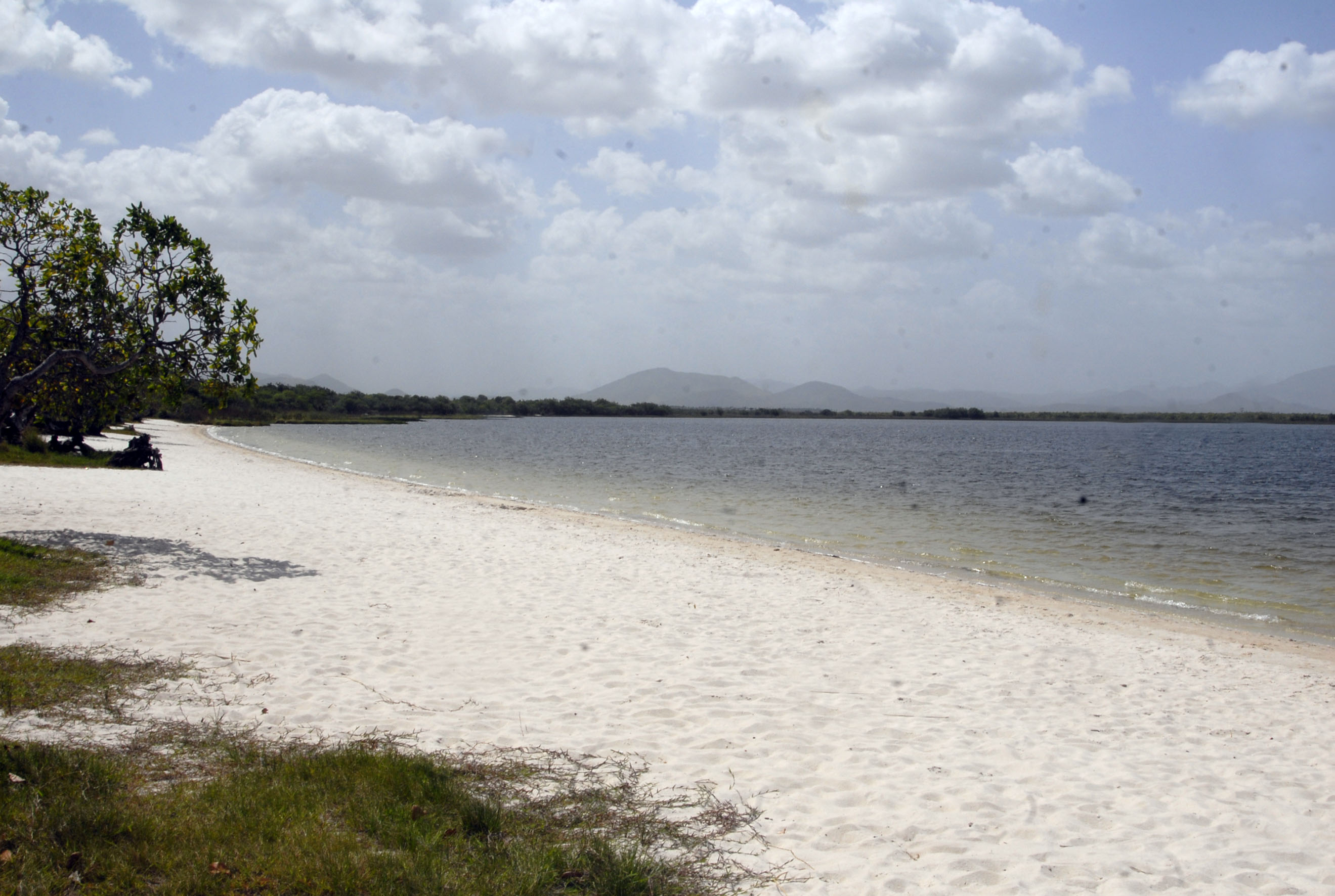
Lago Caracaranã, considerado sagrado pelos povos indígenas e roteiro turístico na Terra Raposa Serra do Sol.

A Raposa foi identificada em 1993 pela Fundação Nacional dos Povos Indígenas (Funai). Demarcada durante a presidência de Fernando Henrique Cardoso, foi homologada em 2005 pelo seu sucessor, Luiz Inácio Lula da Silva. Nos limites da TI, encontram-se o monte Roraima, ponto culminante do Estado, origem de seu nome e uma das montanhas mais altas do Brasil, e o Monte Caburaí, onde fica a nascente do rio Ailã, ponto extremo norte do país.
Na área, vivem cerca de 20 mil índios, a maioria deles pertencentes à etnia macuxi, mas há também grupos menores: uapixanas, ingaricós, taurepangues,  patamonas e outros.
A TI Raposa Serra do Sol foi demarcada pelo Ministério da Justiça e Segurança Pública (MJSP), através da Portaria Nº 820/98, posteriormente modificada pela Portaria 534/2005. A demarcação foi homologada por decreto de 15 de abril de 2005, da Presidência da Republica.

## Povos indígenas da Terra Indígena Raposa Serra do Sol

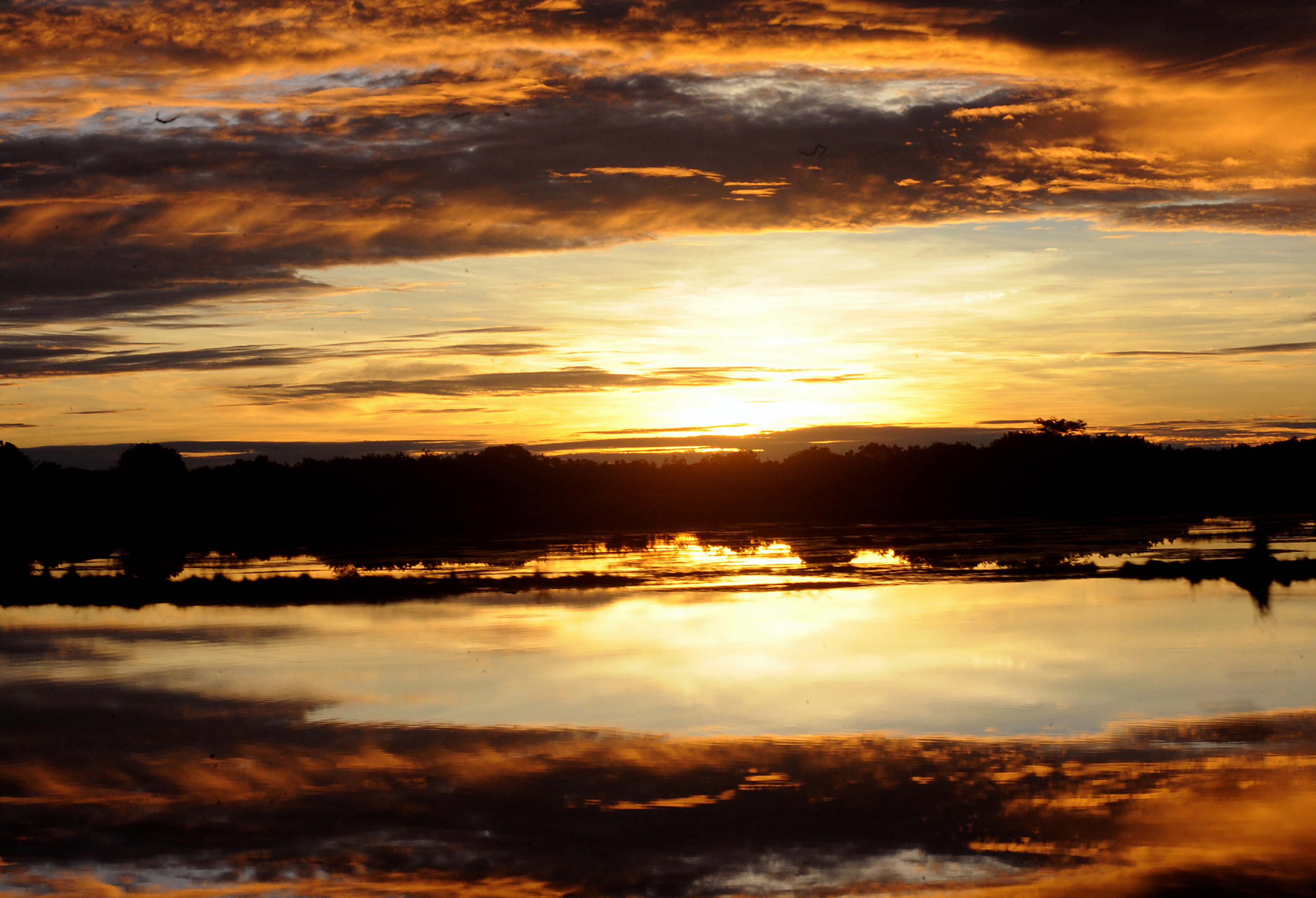
Nascer do sol na aldeia onde foram realizadas as comemorações do Dia do Índio de 2010 com a presença de membros do governo. Foto: Antonio Cruz/Agência Brasil.

A Terra Indígena Raposa Serra do Sol é ocupada por índios pemons e capons, povos de filiação caribes, que habitam tradicionalmente uma vasta região na fronteira entre o Brasil, a Venezuela e a Guiana. No Brasil, ocupam uma faixa de terra no nordeste de Roraima, mais agrupados entre os rios Surumu, Tacutu e Maú até a Serra Paracaima.[carece de fontes?]
Pela pesquisas etnolinguísticas, esses grupos se dividem em vários subgrupos:

1. Os capons são constituídos pelos araucaios, que habitam o vale do rio Mazaruni na Guiana. No Brasil são conhecidos pela denominação de ingaricós e habitam o vale do rio Panari, as cabecerias dos rios Cotingo e Maú. Os patamonas habitam os vales dos rios Cuiuni e Siparuni, na Guiana, e na margem esquerda do alto Maú, no Brasil.

2. Os pemons são contituídos pelos camaracotos e pelos arecunas, que habitam a região da Gran Sabana e terras baixas adjacentes, na Venezuela (VACA); pelos taurepangues, que vivem nas áreas entre as fronteiras do Brasil e Venezuela; e pelos macuxis que vivem entre as cabeceiras dos rios Branco (a nordeste) e Rapununi, estando em grande parte concentrados nos vales dos rios Surumu, Cotingo e Maú, todos afluentes da margem esqueda do rio Tacutu, estendendo seu território tradicional para o leste (cuazareiros) até atingir a margem esquerda do rio Rupununi, na Guiana.[carece de fontes?]
Além da diversidade étnica, o grau de contato das diversas sociedades indígenas varia com a sociedade envolvente. Existem grupos que mantêm contato frequente com os regionais, como os macuxis da região circunvizinha à Vila Pereira (Surumu), Uiramutã e Mutum. Por outro lado, existem os ingaricós da Serra do Sol, que mantêm apenas contatos esporádicos com servidores da Funai, missionários, militares, garimpeiros e outros aventureiros que passam por sua terra.[carece de fontes?]
Os índios que vivem mais distantes dos povoados, garimpos, fazendas e vilas preservam integralmente seus hábitos tradicionais, inclusive o padrão alimentar, que possibilita uma dieta equilibrada.[carece de fontes?]
A ocupação por não índios da área demarcada pelo governo federal para a Terra Indígena Raposa Serra do Sol não é recente. Em 1919, o antigo Serviço de Proteção ao Índio (SPI), ao iniciar a demarcação física da área, já havia constatado algumas ocupações da área por fazendeiros.[carece de fontes?]
Com o passar dos anos, o próprio governo federal, diante do vazio populacional em diversas áreas, passou a fazer aforamentos aos fazendeiros, com base na Lei nº 1.114/60. Como esses aforamentos caíram em comisso (perda do direito de um contrato em razão do não cumprimento do acordado), consolidou-se o domínio pleno de muitos fazendeiros em terras de aldeamentos extintos. A esse respeito, foi inclusive editada a Súmula 650 do Supremo Tribunal Federal (STF), que diz que "Os incisos I e XI do art. 20 da CF não alcançam terras de aldeamentos extintos, ainda que ocupadas por indígenas em passado remoto." Isso significa, que tais terras não pertencem à União e são válidos os títulos de propriedade resultantes. Esses títulos de propriedade foram sendo transferidos por sucessão hereditária ou alienação onerosa para muitos dos atuais fazendeiros.[carece de fontes?]

## Arrozeiros
Os produtores de arroz teriam chegado à região no início da década de 1970, quando compraram as terras de antigos fazendeiros. Eles produzem hoje cerca de 160 mil toneladas de grãos por ano, em uma área de aproximadamente 100 mil hectares, na borda sul da reserva Raposa Serra do Sol, às margens do Rio Surumu. A região é considerada como de melhores terras e com maior facilidade de utilização da água para irrigação do arroz.[carece de fontes?]
De acordo com o MJSP, o processo de demarcação da reserva começou na década de 1970 e "praticamente todos os não índios que a ocuparam de boa-fé já foram indenizados ou reassentados". Ocorre, entretanto, que, na década de 1990, a área também passou a receber novos ocupantes, sem título de propriedade e presumidamente cientes do processo de demarcação da reserva já em curso.[carece de fontes?]
Também suspeita-se que houve avanço, por parte alguns fazendeiros, sobre áreas de vegetação nativa. O próprio Estado de Roraima contribuiu para agravar os problemas de ocupação irregular na área, tendo, promovido a criação do Município de Uiramutã, mesmo após o seu reconhecimento como terra indígena. Na faixa sul de Raposa Serra do Sol, sete rizicultores cultivam uma área estimada em 6 mil hectares de lavouras irrigadas, nas várzeas dos rios Cotingo, Surumu e Tacutu. Esses agricultores estão na região há menos de 15 anos, incentivados pelo governo estadual, que subsidia o calcário, principal insumo para a produção.[carece de fontes?]

## Conflitos e desocupação da reserva
A demarcação das terras indígenas é regulada pelo Decreto nº 1 775/96 (ver artigo Terras indígenas do Brasil). Uma das etapas previstas no procedimento de demarcação é a desocupação da terra por não índios, que deverão ser reassentados (art. 4º do Decreto nº 1775/96) e indenizados pelas benfeitorias derivadas da ocupação de boa-fé (art. 231, § 6º, CF/88).
O Instituto Nacional de Colonização e Reforma Agrária (INCRA) vem indenizando e reassentando a população não indígena desde então. O problema são aqueles fazendeiros que ocupam áreas da Terra Indígena Raposa Serra do Sol com base em títulos de propriedade reconhecidos pelo Estado Brasileiro e aqueles que passaram a ocupar a área de má-fé, desde a década de 1970. Os primeiros não concordavam com os valores de indenização que a União pretendia pagar, argumentando que a demarcação da Terra Indígena Raposa Serra do Sol sobre suas propriedades constitui forma de desapropriação indireta, o que lhes daria direito a indenização plena.[carece de fontes?]
Em junho de 2007, o Supremo Tribunal Federal determinou a desocupação da reserva, em um caso defendido por Joênia Wapichana, primeira indígena advogada do Brasil. Em março de 2008, o procurador Geral da República Antonio Fernando Souza recomendou ao presidente e ao ministro da Justiça a desocupação das terras. Ao final daquele mês, a Polícia Federal iniciou a chamada Operação Upatakon 3. Entretanto, os rizicultores, criadores de gado e o restante da população não-indígena da região resistiram à desocupação. Os produtores rurais, moradores não-indígenas da região e até parte da população indígena reivindicavam que pequenas partes da reserva fossem desmembradas. Argumentam que a área ocupada pelos arrozeiros corresponde a 1% do total da reserva, mas que eles seriam responsáveis por 6% da economia do estado de Roraima.

## Reação do Governo de Roraima
Em abril de 2008, o governo de Roraima entrou com uma representação no Supremo Tribunal Federal (STF), reivindicando a suspensão da ordem de desocupação. Diante da resistência, o Governo Federal reforçou a operação com o envio de soldados da Força de Segurança Nacional para auxiliar a Polícia Federal na desocupação, apoiada pelo macuxi Jaci José de Souza, tuxaua (cacique) de comunidade na Raposa/Serra do Sol. A representação foi acatada por unanimidade no Supremo e a chamada Operação Upatakon III foi suspensa até o julgamento de todos os processos relativos à homologação das terras indígenas. A Polícia Federal permaneceu na área.[carece de fontes?]

## Entre parentes

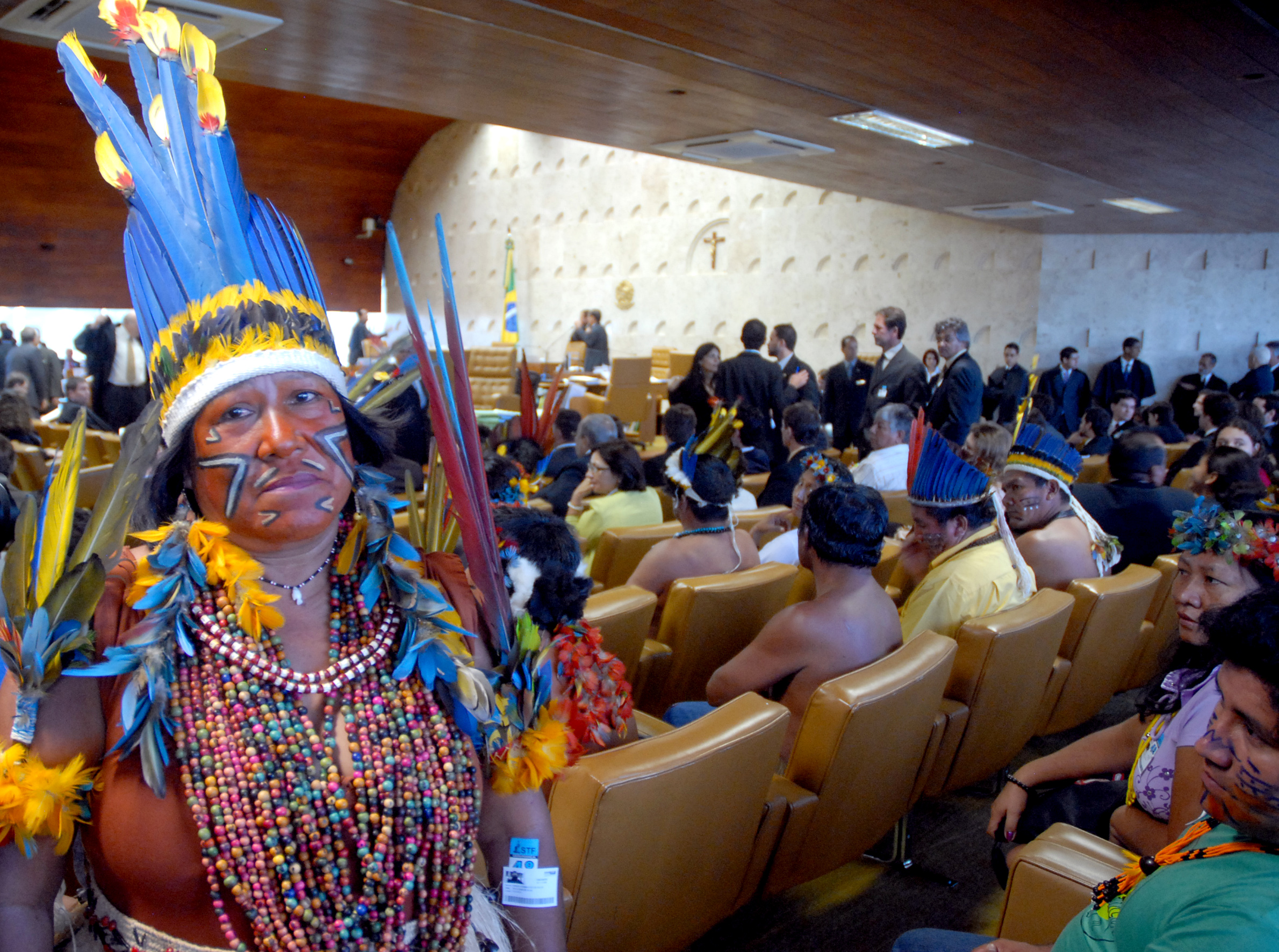
Pajé Macuxi Vanda Domingos, uma das maiores forças e lideranças indígenas do Brasil, acompanha o julgamento no Supremo Tribunal Federal da demarcação contínua da Terra Indígena Raposa Serra do Sol. Dezembro de 2008.

Em 20 de março de 2009, a decisão final do Supremo Tribunal Federal confirmou a homologação contínua da Terra Indígena Raposa Serra do Sol, determinando a retirada dos não indígenas da região.
No entanto, os próprios indígenas dividiram-se  quanto à necessidade de retirada dos não índios: aqueles organizados em torno do Conselho Indígena de Roraima apoiaram saída, enquanto que seus parentes ligados à Sociedade de Defesa dos Indígenas Unidos do Norte de Roraima (Sodiur) eram contrários, considerando desnecessária a saída dos agricultores brancos. "Estamos vendo um sofrimento desnecessário aqui", disse o índio José Brazão, da Sodiu-RR. Famílias indígenas trabalhavam nas fazendas de arroz, e membros das famílias de agricultores nasceram e foram criados na Vila Surumu. Segundo a tuxaua Elielva, a Sodiu-RR nunca foi ouvida com a devida atenção  pelas autoridades, durante o processo de demarcação da reserva em faixa contínua. A divergência de opiniões coincidia com a diferença de confissão religiosa: os índios ligados ao Sodiu são evangélicos e têm divergências históricas com os parentes ligados ao Conselho Indígena de Roraima (CIR), católicos e entusiastas da demarcação contínua.